# Ārangū
Ārangū (persiska: آرنگو بالا, آرِنگويِ بالا, آرنگو) är en ort i Iran.   Den ligger i provinsen Hormozgan, i den sydöstra delen av landet, 1 100 km sydost om huvudstaden Teheran. Ārangū ligger 223 meter över havet och antalet invånare är 655.
Terrängen runt Ārangū är platt åt nordväst, men åt sydost är den kuperad. Runt Ārangū är det ganska glesbefolkat, med 25 invånare per kvadratkilometer. Närmaste större samhälle är Senderk, 2,1 km nordväst om Ārangū. Trakten runt Ārangū är ofruktbar med lite eller ingen växtlighet.